# ۲۰۵۲ (میلادی)
۲۰۵۲ (میلادی) ۲۰۵۲مین سال تقویم میلادی است.

## درگذشتگان
‎